# Australomimetus mendax
Australomimetus mendax là một loài nhện trong họ Mimetidae.
Loài này thuộc chi Australomimetus. Australomimetus mendax được miêu tả năm 2009 bởi Harms & Harvey.